# Myxiniformes
Myxini · Myxines
Classe
Ordre
Les Myxiniformes, unique représentants de la classe des Myxini, en français Myxines, sont un ordre d'agnathes (vertébrés marins sans mâchoires).

## Caractéristiques
Les animaux de ce groupe sont des Craniates qui possèdent un appareil branchial particulier différent de celui des Vertébrés. Ils ont une allure vermiforme, sans vertèbres ni mâchoires. La tête se termine par un orifice nasopharyngien, Les plaques dentigères sont actionnées par un système lingual et diffèrent des mâchoires qui apparaissent dans le groupe des Gnathostomes.
Les myxines actuelles comptent plus d'une soixantaine d'espèces principalement dans les mers froides et tempérées. Enfouies généralement dans les sédiments, elles se nourrissent principalement de vers annélides polychètes ainsi que de petits crustacés et de poissons morts ou malades.

## Liste des familles et genres non-classés
Selon le World Register of Marine Species (19 décembre 2024) :
- Myxinidae Rafinesque, 1815

Selon l'IRMNG (19 décembre 2024) :
- Myxinidae Rafinesque, 1815
- famille incertae sedis
  - †Tethymyxine Miyashita et al., 2019
  - †Myxineidus Poplin, Sotty & Janvier, 2001

Selon The Taxonomicon (19 décembre 2024) :
- Myxinidae Rafinesque, 1815
- famille incertae sedis
  - †Myxinikela Bardack, 1991

## Origine évolutive
La divergence de la lignée des myxines est antérieure au Cambrien moyen.

## Les Myxiniformes et l'Homme

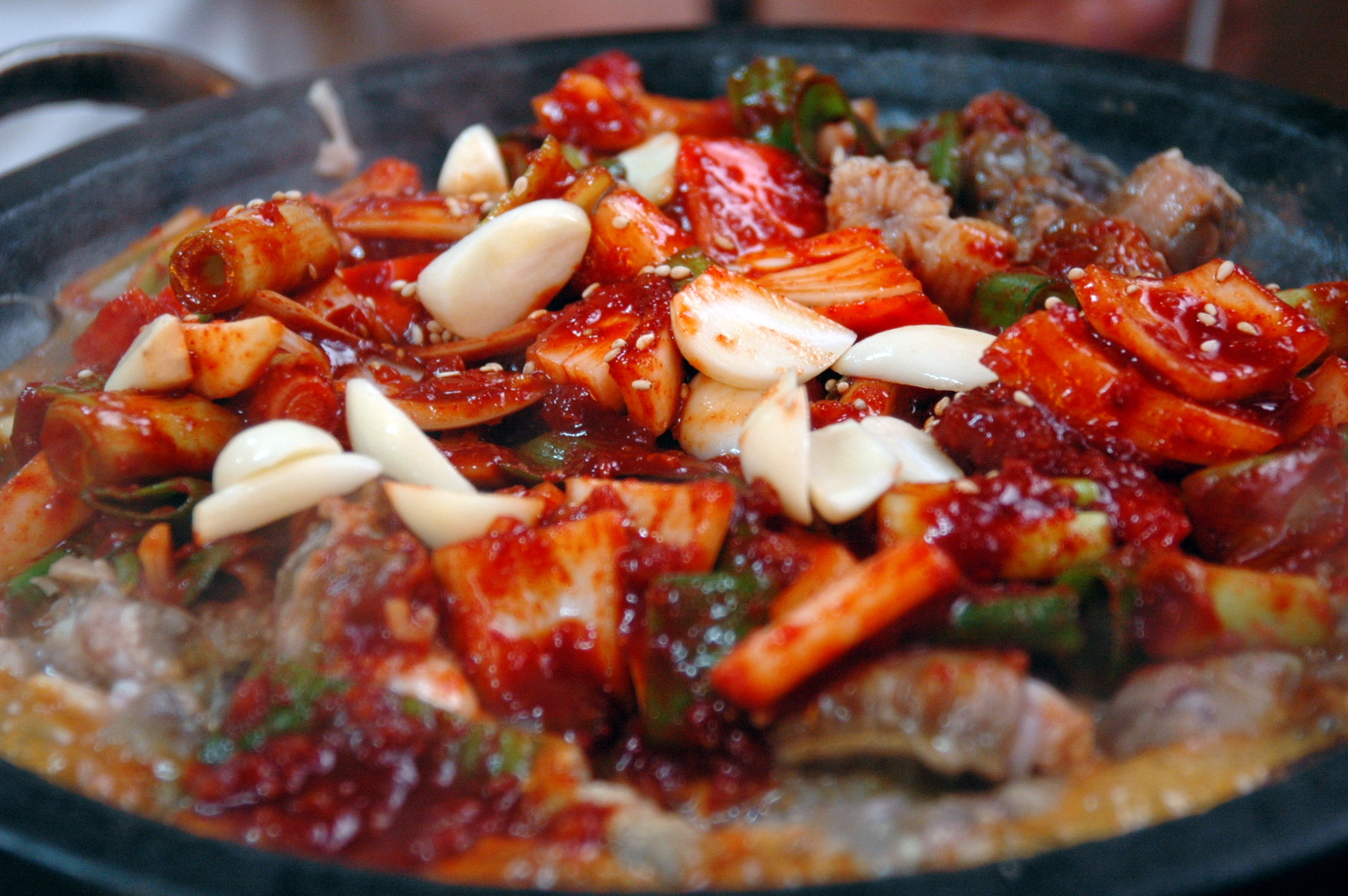
Kkomjangeo bokkeum dans la cuisine coréenne.

Dans la plupart des pays les myxines ne sont généralement pas consommées, mais la Myxine côtière (Eptatretus burgeri (en)) est appréciée comme aliment dans la péninsule coréenne (꼼장어 / kkomjangeo, dans le plat appelé 꼼장어 볶음 / kkomjangeo bokkeum) et par les Coréens du Japon. Elle l'est également par les Japonais de certaines régions, notamment les préfectures de Nagasaki et de Niigata.

## Galerie

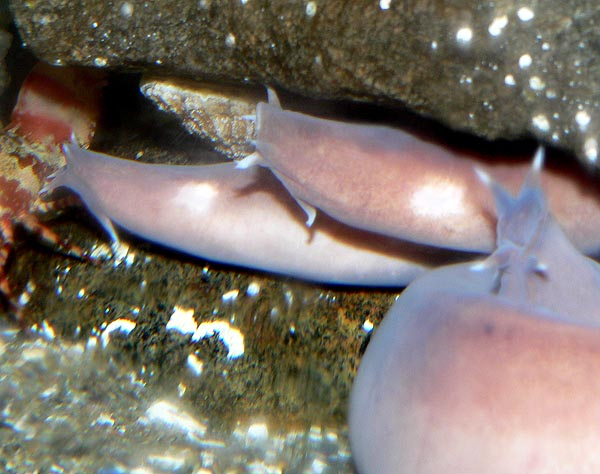
Eptatretus stoutii.
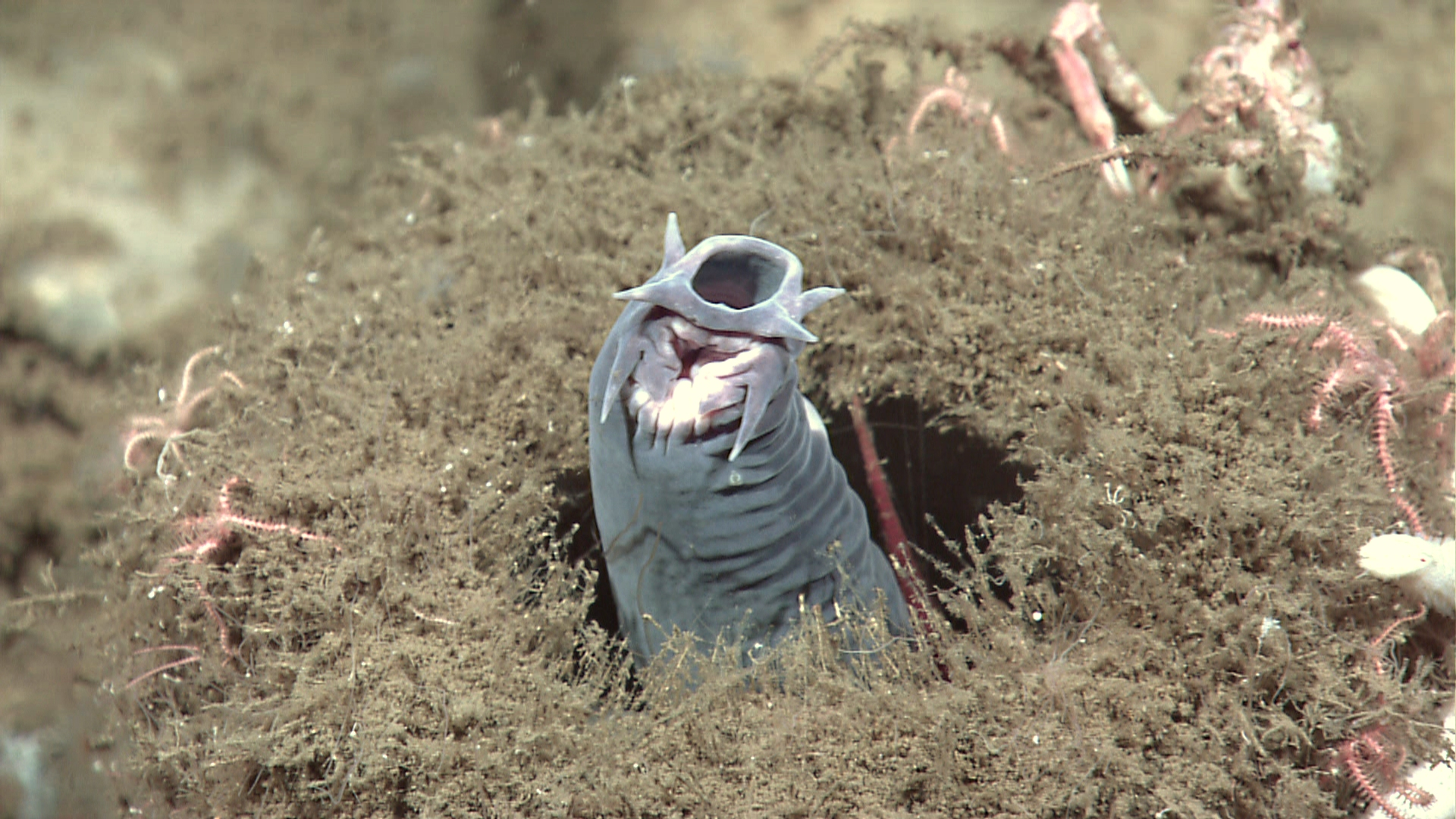
Détail de la bouche (myxine non identifiée).
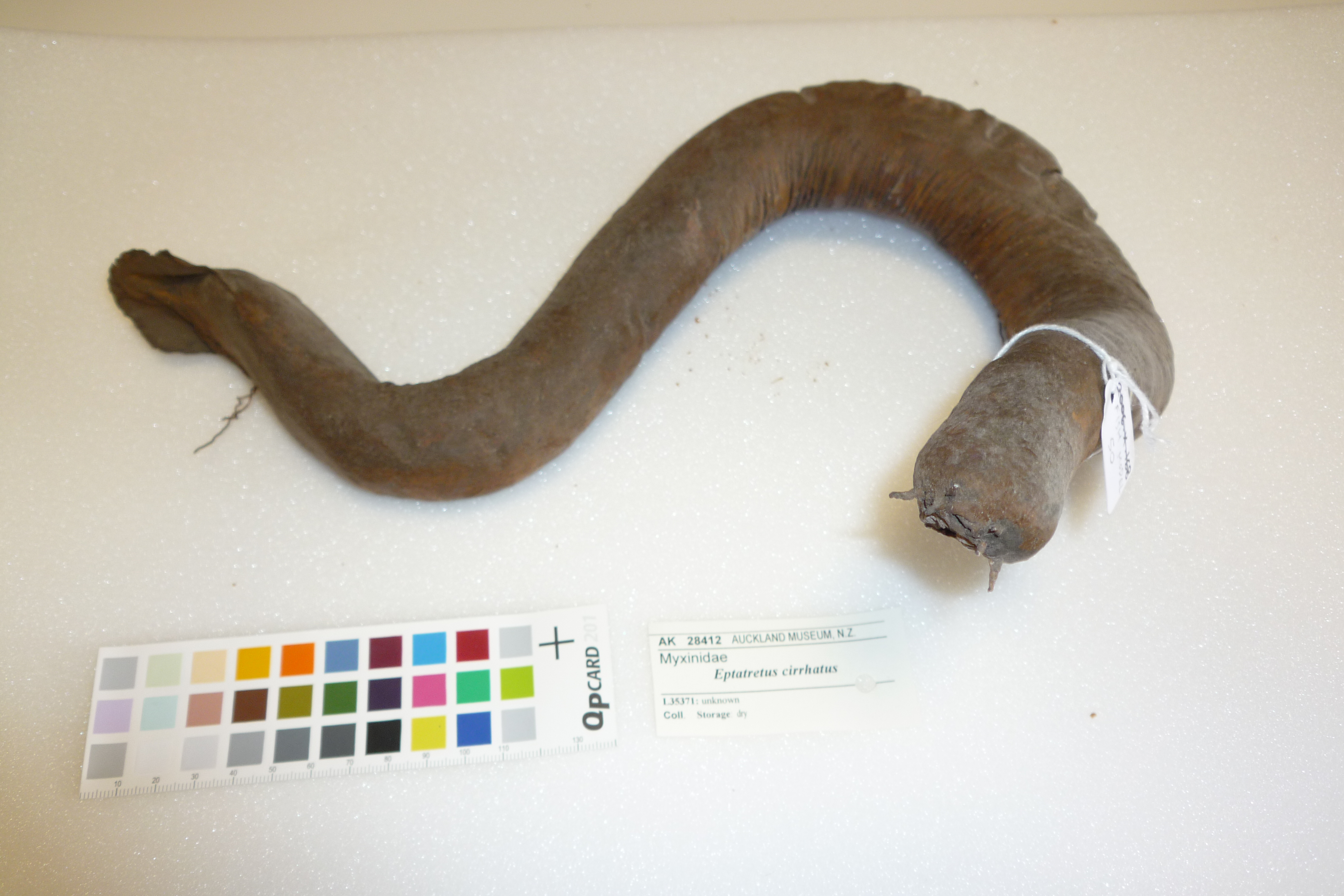
Eptatretus cirrhatus (spécimen séché).
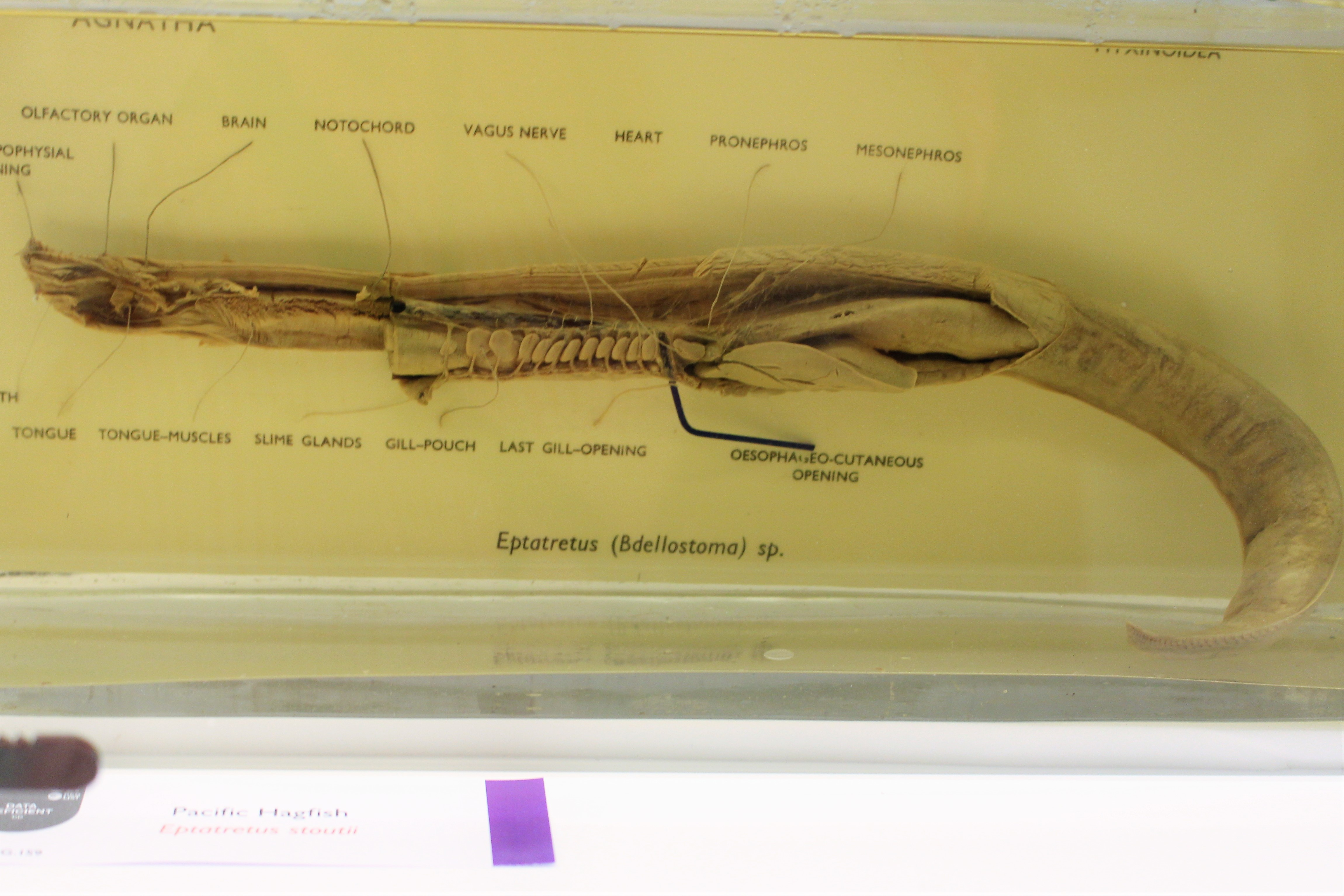
Anatomie interne (espèce non identifiée du genre Eptatretus).
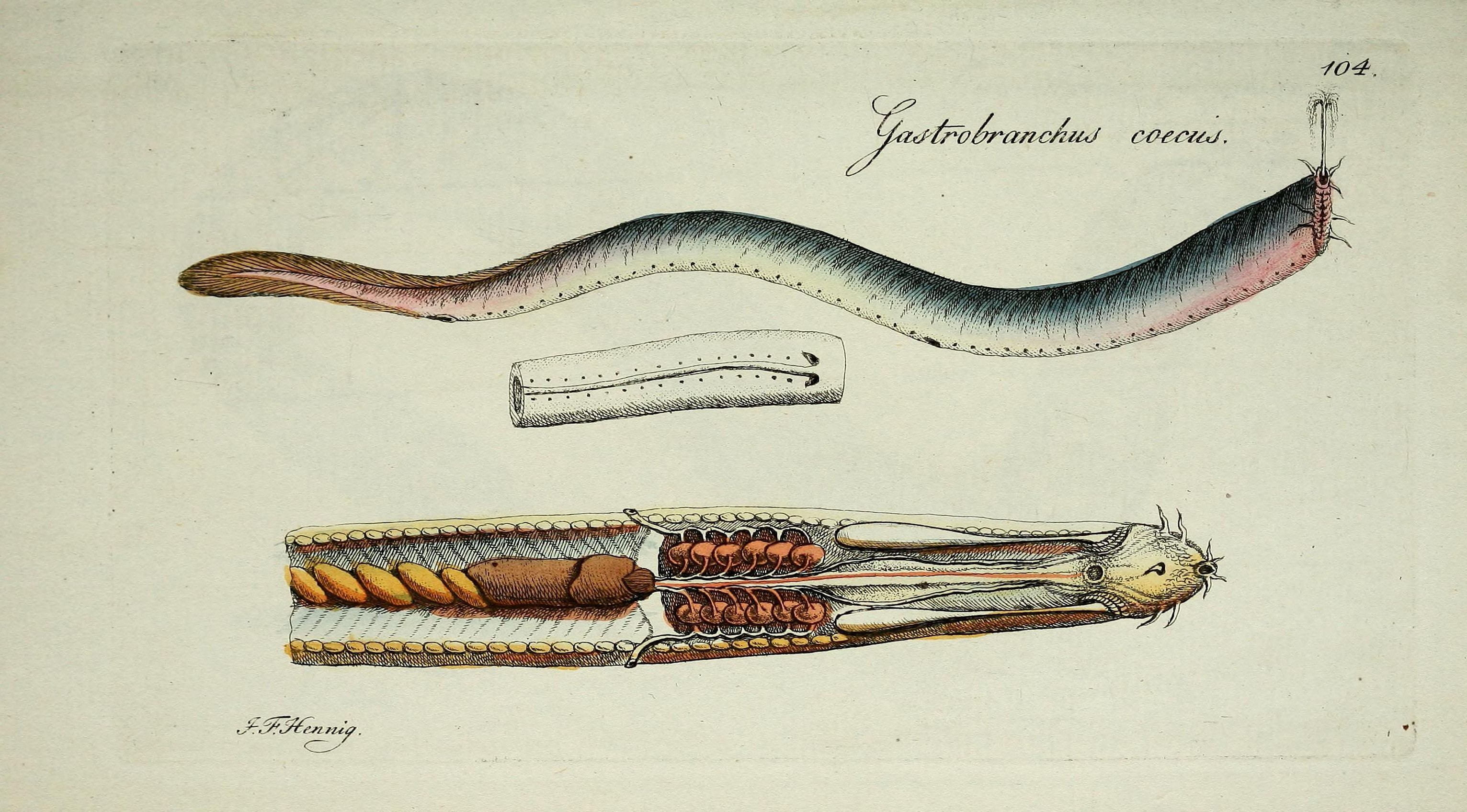
Myxine glutinosa (illustration de 1801).
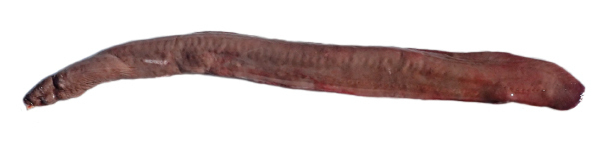
Eptatretus atami (pl).
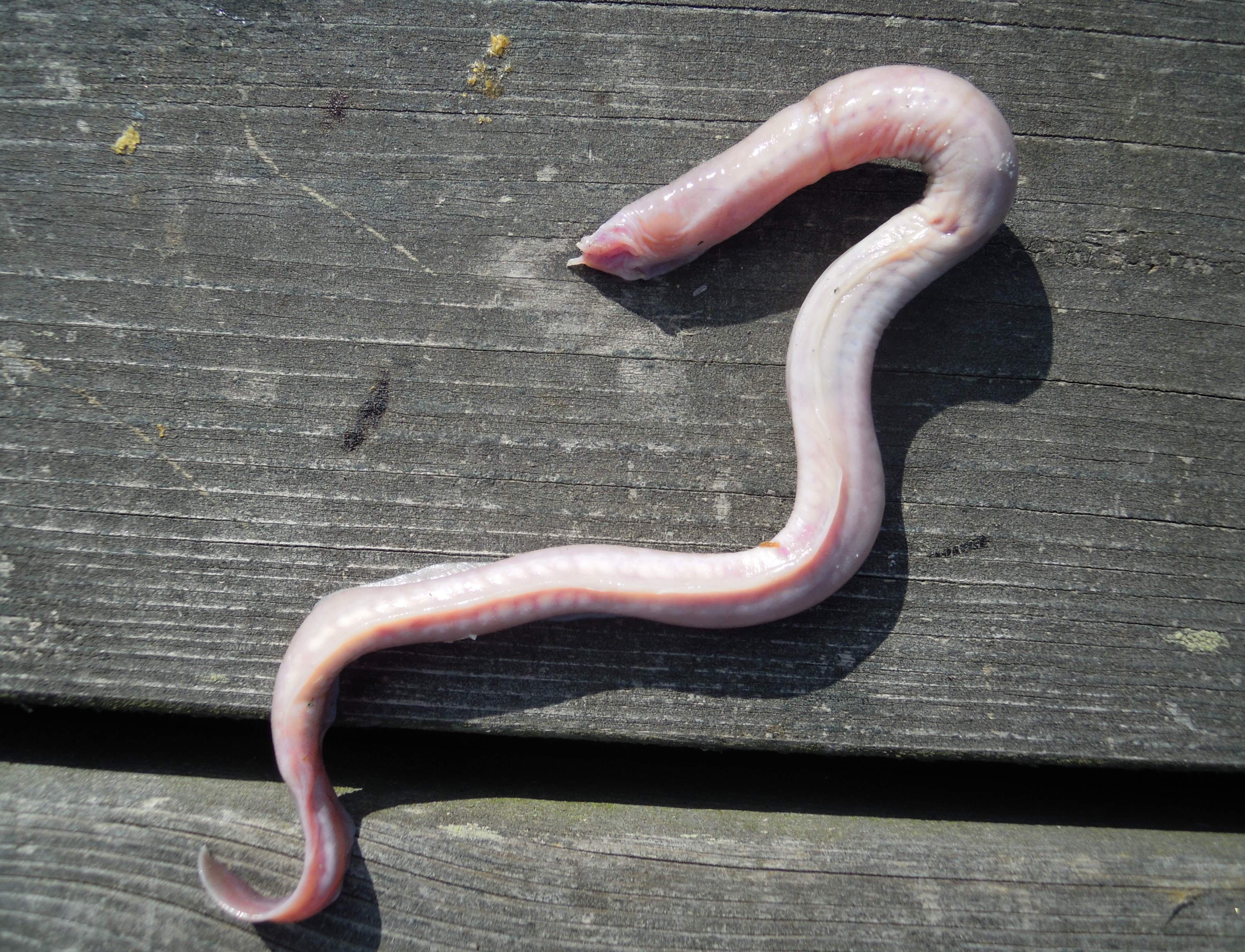
Myxine glutinosa.